# 月桂冠

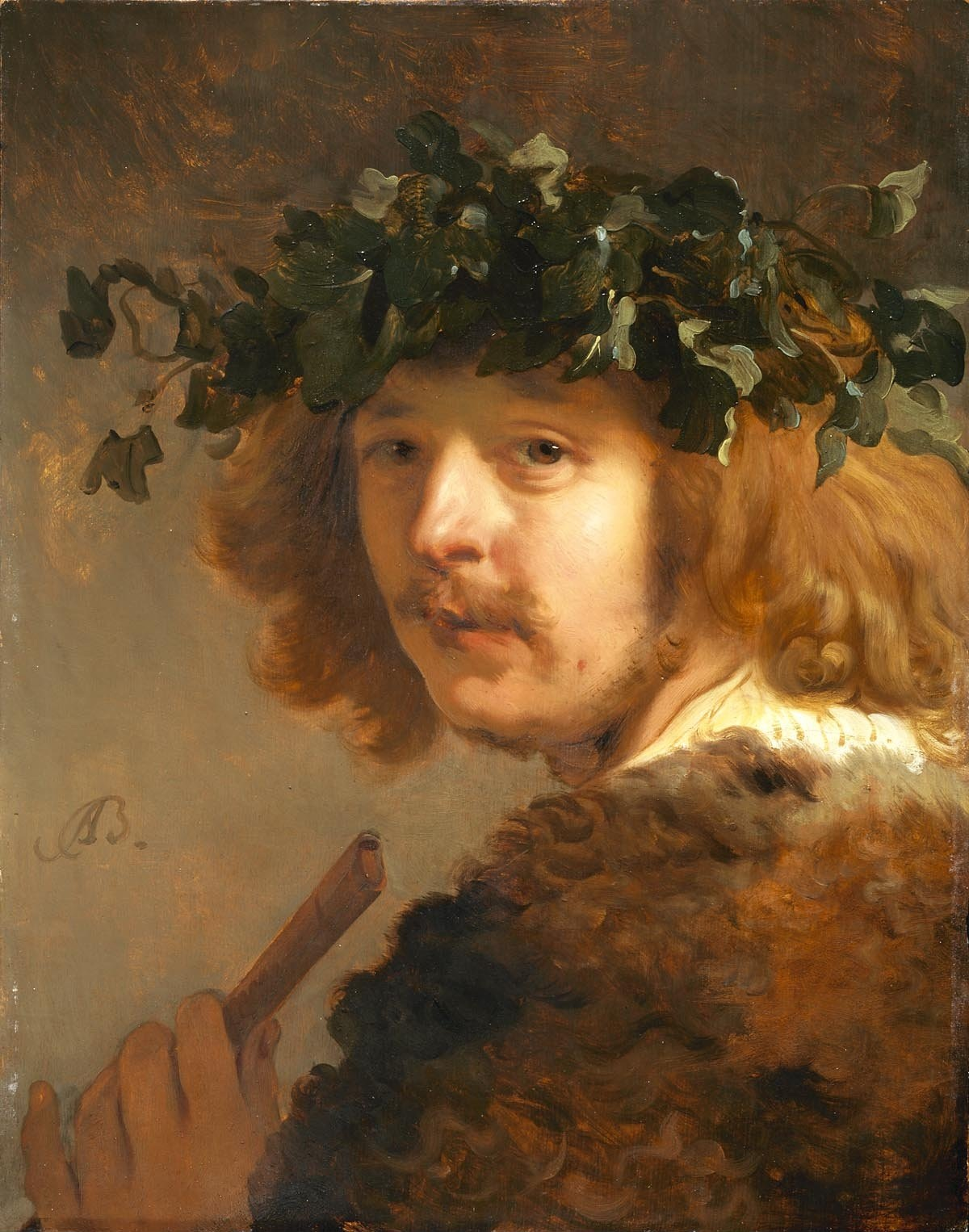
ヤーコプ・アドリアンスゾーン・バッケル作、1640頃

月桂冠（げっけいかん）は、月桂樹の葉の付いた枝をリング状に編んだ冠。葉冠の一種である。月桂樹は、ギリシア神話における光明神アポローンの霊木として崇められていた。

## 解説
古代には、デルポイで行われたピュティア競技祭など特定の競技会で、優勝者に月桂樹やセロリなどで作られた葉冠が授与された。それらは「神聖競技会」として特別視されており、賞金や高価な品物が授与される賞金競技会とは区別されていた。
古代の四大競技祭のうち、月桂冠が授与されていたのはピュティア競技祭である。古代オリンピックではオリーブの葉冠（オリーブ冠）が授与された。なお、オリーブの木の幹で作られた葉冠には、月桂樹の小枝を飾りに付けたものもある。
ローマ帝国では、闘技会の勝利者にはシュロの小枝が与えられ、卓越した者に月桂冠が与えられた。また、上流階級の女性は結婚式に花冠を使用していた。